# مدیریت فایل پی‌سی‌من اف‌ام
مدیریت فایل پی‌سی‌من اف‌ام (به انگلیسی: PCManFM) ابزار مدیریت فایلی است که توسط برنامه‌نویس تایوانی به نام Hong Jen Yee طراحی شده؛ پی‌سی‌من اف‌ام در واقع جایگزینی برای ناتیلوس و ثانر محسوب شده و تحت پروانه عمومی همگانی گنو منتشر می‌شود. این نرم‌افزار رایگان بوده و جزئی از ابزار استاندارد میز کار ال‌اکس‌دی‌ای می‌باشد.

## امکانات
- پشتیبانی کامل از GVFS
- نمایش بند انگشتی تصاویر
- مدیریت دسکتاپ - نمایش تصویر پس‌زمینه و آیکون‌های موجود در دسکتاپ
- قابلیت بوکمارکینگ
- پشتیبانی از چندین زبان
- پشتیبانی از قابلیت سربرگ (TAB) (همانند فایرفاکس)
- پشتیبانی از کشیدن و رها کردن (Drag & Drop)
- امکان کشیدن فایل بین تب‌های مختلف
- سرعت بارگذاری بالا در مقایسه با مدیریت پنجره‌های دیگر
- مشاهده فایل‌ها و پوشه‌ها در چندین حالت مختلف